# Minipivovar Pegas
Minipivovar Pegas je český minipivovar. Nachází se ve středu města Brna a byl zprovozněn v roce 1992. Pivovarnické zařízení mu dodala německá společnost Caspary-Schulz-Ziemann.

## Historie místa
Pivovar Pegas se nachází v budově bývalého měšťanského domu ze 14. století v těsné blízkosti Jakubského kostela v Brně. Při jeho výstavbě se našly různé archeologické předměty, mezi nimi i razidlo na brakteáty z doby Václava II. Razidlo je uloženo v Moravském zemském muzeu v Brně.

## Popis pivovaru
Hlavní součást pivovaru, tedy varna, se nachází v pivovarské restauraci v přízemí. V horních podlažích je umístěn hotel.

## Produkty pivovaru

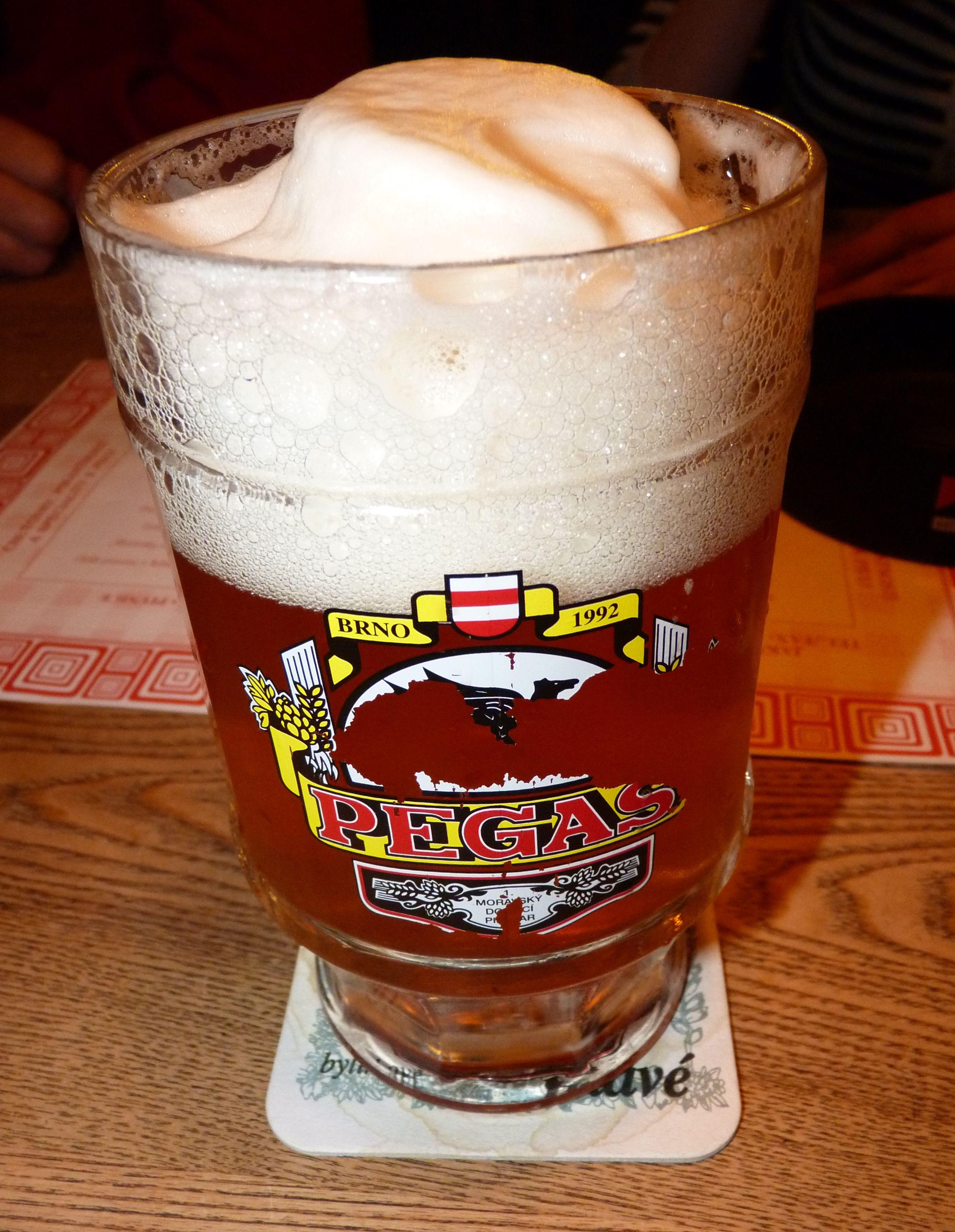
Světlý ležák

V roce 2021 vyrábí minipivovar následující druhy piv:
- Světlý ležák 12° – ječné pivo vyráběné metodou spodního kvašení bez filtrace a pasterizace
- Ooatmeal Stout 13° –  tmavé svrchně kvašené pivo, vařené za použití ječných a pšeničných sladů a nesladovaného ovsa
- Pegas Gold 16° – nefiltrovaný polotmavý ležák
- Pšeničné pivo 12° – nefiltrované pšeničné pivo vyráběné metodou svrchního kvašení – podáváno s citrónem

## Bývalé produkty pivovaru
Následný seznam ukazuje produkty, které již minipivovar nevyrábí:
- Pegas Krystal – filtrovaný polotmavý ležák s originální chutí (2003–2005)
- Tmavý ležák 12° – vyráběn stejnou technologii jako světlý ležák za použití barevných sladů – karamelový, bavorský
- bylinná a ochucená piva – např. medový ležák, badyánový – polotmavý, fenyklový – polotmavý, vanilkový, eukalyptový – světlý, zázvorový – polotmavý
- velikonoční a vánoční speciály